# Suphanburi
Suphanburi (en tailandés: สุพรรณบุรี) es una ciudad (thesaban mueang) de Tailandia, capital de la provincia homónima. La ciudad cubre todo el tambon de Tha Phee Lieang, así como partes de los de Rua Yai y Tha Rahad, la totalidad del Amphoe de Mueang Suphanburi, en 2006 tenía una población de 26.556 habitantes.
Suphanburi fue originalmente conocido como Muang Subharnabhumi. Muang Subharnabhumi fue un elemento esencial del frente fronterizo de Ayutthaya. La arquitectura tradicional puede encontrarse en el templo Wat Pa Le Lai.